# El gran mercado del mundo

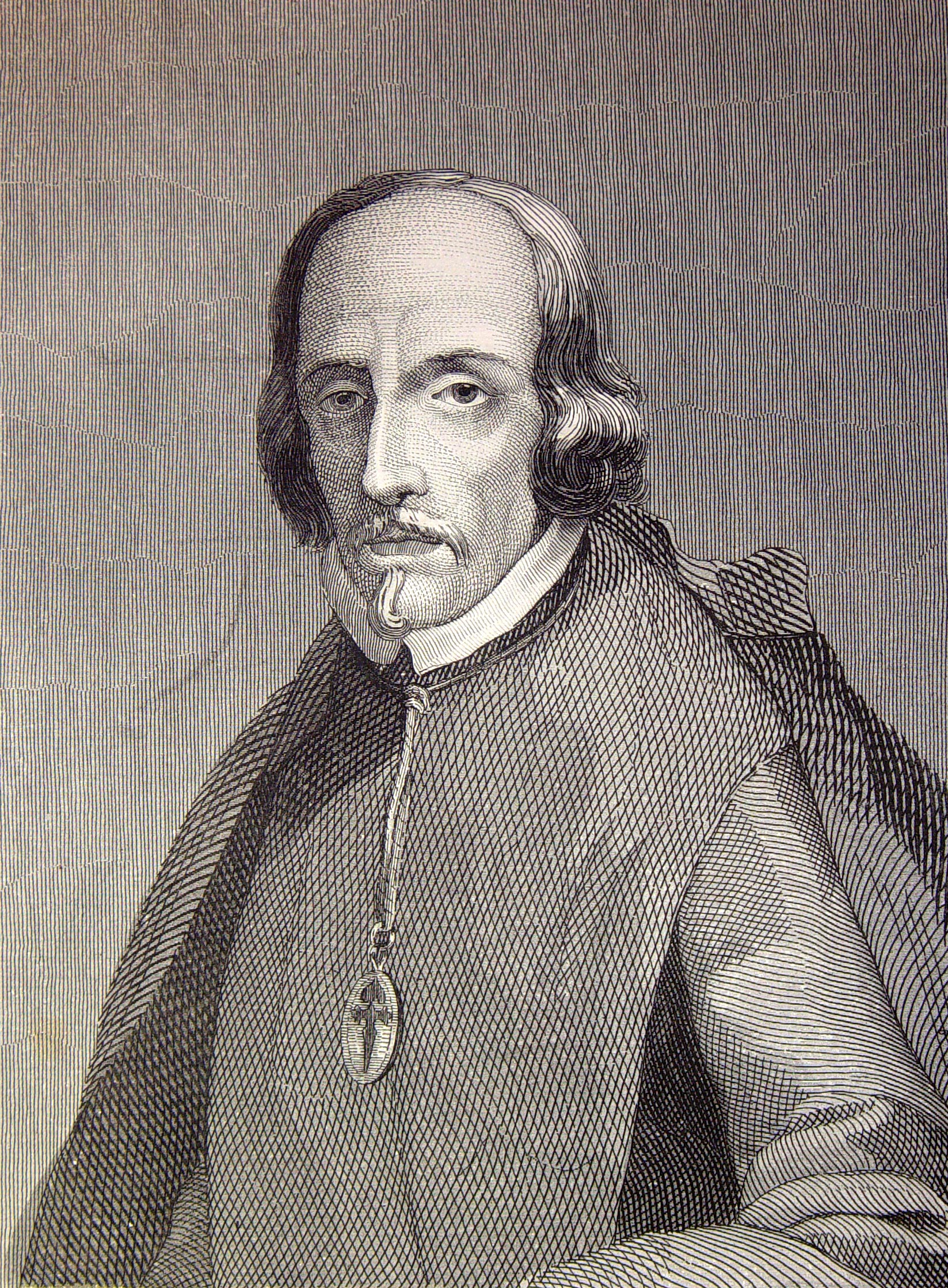
Retrato de Pedro Calderón de la Barca, autor de El gran mercado del mundo.

El gran mercado del mundo es una obra teatral del español Pedro Calderón de la Barca, fechada en su primera época, entre 1635 y 1640.

## Composición y argumento
La obra es un auto que se compone de una introducción corta, en la que la Fama convoca el Gran Mercado del Mundo, y cinco momentos. 
El tema del primer momento es el padre del género humano y su moralidad, el Padre de Familia, apareciendo el Buen Genio y el Mal Genio, que compran en el mercado para gusto de la Gracia y compiten por su satisfacción y su desposorio.
En el segundo momento, la Gula y la Lascivia, con la Culpa como servidor, se encuentran con los genios, de los cuales el Buen Genio advierte que la Culpa quiere arrebatarle su Inocencia, y se marcha, quedando solo el malo.
El Mercado abre en el tercer momento, y se realizan las compras y las ventas de los productos, gastando cada cual sus talentos, unos para bien y otros para mal.
El último momento cuenta los premios y los castigos que recibe cada uno. De nuevo aparecen el Padre de Familias y la Gracia. Cada genio muestra lo que ha comprado con sus talentos, y se demuestra que el ganador es el bueno.